# 王亜平
王 亜平（おう あへい、中国語: 王亚平; 拼音: Wáng Yàpíng、1980年1月27日 - ）は、山東省煙台市出身の軍パイロット、中国国家航天局の宇宙飛行士である。

## キャリア
1997年8月に入隊、2000年5月に中国共産党に入党。2010年5月、宇宙飛行士に選ばれた。
中国人民解放軍空軍の大佐である。彼女は2012年に神舟9号の乗組員の候補となった。王は中国当局によって、初めての女性宇宙飛行士として名前が発表された。
しかし、劉洋が彼女より先に選ばれ、中国人女性として初めての宇宙飛行という歴史的なミッションを行うこととなった。2013年6月11日、王は神舟10号に搭乗し、中国で2人目の宇宙飛行をおこなった女性となった。
既婚であり、新華社は、以前の当局者の話として、全ての中国人女性宇宙飛行士には結婚を求めていると伝えているが、中国国家航天局の責任者は、これは推奨ではあるが厳密な制限ではないとして否定した。